# Bleed (Soulfly)
Bleed è il secondo singolo del gruppo alternative metal Soulfly, pubblicato nel 1998.

## Tracce
1. Bleed (con Fred Durst e DJ Lethal) – 4:07
2. No Hope = No Fear – 4:37
3. Cangaceiro – 2:19
4. Ain't No Feeble Bastard (Cover dei Discharge) – 1:38

## Formazione
- Max Cavalera - voce, chitarra
- Jackson Bandeira - chitarra
- Marcello D. Rapp - basso
- Roy "Rata" Mayorga - batteria